# كريستينا فيريرا
كريستينا فيريرا (بالبرتغالية: Cristina Ferreira‏) هي صحفية برتغالية، ولدت في 9 سبتمبر 1977 في توريس فيدراس في البرتغال.

## وصلات خارجية
- الموقع الرسمي
- كريستينا فيريرا على موقع IMDb (الإنجليزية)
- كريستينا فيريرا على موقع قاعدة بيانات الفيلم (الإنجليزية)